# Španska inkvizicija
Španska inkvizicija je bila inkvizicija, ki je delovala v Španiji pod nadzorom španskih kraljev. Nastala je zaradi rekonkviste Španije izpod muslimanske oblasti in politike spreobrnjanja španskih Judov in muslimanov v katoliško vero. Španska inkvizicija je bila pomembno orodje v uveljavljanju čistosti krvi (limpieza de sangre) pri potomcih spreobrnjenih Judov in muslimanov.
V 15. stoletju Španija ni bila enotna država, temveč konfederacija kraljestev, od katerih je vsako imelo lastno upravo. Taki kraljestvi sta bili tudi Aragonska krona, kateri sta vladala Ferdinand II. Aragonski in Izabela I. Kastiljska. V Aragonski kroni, konfederaciji Aragonskega kraljestva, Balearov, Katalonije in kraljevine Valencije, je od srednjega veka – kakor tudi v večini evropskih držav – obstajala lokalna inkvizicija, v kraljestvu Kastilije in Leona pa ne.
Večini Iberskega polotoka so predtem vladali muslimanski Mavri, zato so bila njegova južna področja, posebno Granada, še gosto poseljena z muslimani. Do leta 1492 je bila Granada še vedno pod mavrsko oblastjo. Večja mesta, posebno Sevilja, Valladolid, glavno mesto Kastilije in Barcelona, prestolnica Aragonske krone, so imela veliko judovskega prebivalstva, ki je bilo naseljeno v getih, imenovanih Juderías.
Obstajala je dolga tradicija judovskega služenja Aragonski kroni. Ferdinandov oče, Janez II. Aragonski, je postavil na mesto dvornega astrologa Juda Abiatarja Crescasa. Judje so obvladovali tudi številne druge pomembne položaje, tako verske kot politične. Marrano (Jud, ki je moral sprejeti krščanstvo) Pedro de la Caballeria je igral glavno nalogo pri organizaciji Ferdinandove poroke z Izabelo. Kastilija je celo imela neuradnega kronskega rabina.

## Izvor
Medtem ko je bila Izabela Kastiljska goreča katoličanka, se Ferdinand Aragonski ni posluževal vere kot sredstva za nadzorovanje podložnikov. Želel je iztrebiti judovsko in muslimansko vero iz svojih gospostev, inkvizicija pa je bila njegovo sredstvo za doseganje cilja. Številni zgodovinarji verjamejo, da je bila španska inkvizicija ustanovljena, da bi z njo oslabili Ferdinandove glavne politične nasprotnike. Možno je tudi, da je bil posredi denar - judovski denarniki so ga bili Ferdinandovemu očetu posodili mnogo, ta pa ga je porabil zato, da je s sinovo poroko utrdil zavezništvo s Kastilijo. Številni dolgovi bi bili izbrisani, če bi bil upnik obsojen na sodišču. Inkvizitorja, ki ga je Ferdinand namestil v Zaragoški stolnici, so umorili prisilni spreobrnjenci. 
Ferdinand je bil prekanjen politik. Napeljal je tesne zveze s papežem v Rimu, da bi pripomogel k ustanovitvi neodvisnih kraljestev, združenih z njegovo in Izabelino poroko v enotno državo, ki bi ji kasneje zavladal njegov dedič. Vendar ni hotel, da bi papež nadzoroval inkvizicijo v Španiji, saj v svoji državi ni želel druge oblasti kot svoje.
Papež v Španiji sploh ni želel ustanoviti inkvizicije, vendar je Ferdinand vztrajal. V Rimu mu je uspelo preglasiti Rodriga Borgia, tedanjega valencijskega nadškofa, papeškega podkanclerja, kardinala in kasnejšega papeža Aleksandra VI. Kljub temu je bil Borgia pri svojih prizadevanjih delno uspešen, saj je papež Sikst IV. potrdil ustanovitev inkvizicije zgolj v Kastiliji.
V času, ko je bila v Sevilji ustanovljena španska inkvizicija, je mesto papeža zasedal papež Sikst IV., ki se je sicer boril proti njeni ustanovitvi, a se je moral ukloniti Ferdinandovemu pritisku, ker mu je ta grozil z ukinitvijo vojaške podpore iz svojega sicilskega kraljestva. Sikst je leta 1478 izdal bulo, ki je odrejala ustanovitev reda. Kljub temu je bil Sikst nezadovoljen z izgredi, ki jih je povzročala inkvizicija in je proti njim tudi ukrepal.
Papež se torej ni strinjal z izjemnimi ukrepi, ki jih je izvajal Ferdinand. Odločno je prepovedal širjenje inkvizicije še na področje Aragonskega kraljestva. Menil je, da je bil to predrzen načrt Ferdinanda in Izabele, da bi zasegla judovsko lastnino. Čeprav se je Ferdinand ponašal z nazivom najbolj katoliškega kralja in je papeža neumorno skušal politično pridobiti na svojo stran, se je upiral neposrednemu vplivu Rima na svoje ozemlje. Odločil se je, da bo proti papežu uporabil taktiko trde roke.
Ferdinand je imel pripravljenih nekaj poti, da bi papeževo voljo uklonil svoji. Benetke, ki so bile po običaju branik Zahoda pred Turki iz Osmanskega cesarstva, so bile po dolgi vojni z njimi, ki je trajala od leta 1463 do 1479, močno oslabljene. Turki so zasedli Grčijo in grške otoke. Francija je iskala znake slabosti, ki bi jih lahko uporabila v svoj prid. Naenkrat pa je v sredino vseh teh groženj udarila novica, da je turški sultan z nekaj tisoč janičarji avgusta 1480 napadel Italijo v pristanišču Otranto. Napadalci so tri dni brez večjega nasprotovanja plenili po deželi.
Zaradi tega napada je Ferdinand lahko kot kralj Sicilije (poleg nje in Aragonskega kraljestva je imel v posesti še več dežel) pritisnil na papeža. Zagrozil mu je, da bo umaknil vojaško pomoč Svetemu sedežu in papež se je uklonil. 
Blagoslovil je kraljevsko ustanovitev španske inkvizicije. Ferdinand je sedaj imel vse, kar si je želel: inkvizicijo v popolni oblasti z blagoslovom papeža, kraljeve zakladnice pa so se polnile s prisvojenim judovskim in mavrskim zlatom.

## Inkvizicija in preganjanje Judov
Ferdinand in Izabela sta leta 1481 zadolžila Tomása de Torquemado za preiskovanje in kaznovanje konversov (Conversos)- Judov in Mavrov (muslimanov), ki so trdili, da so se spreobrnili v katoliško vero, vendar so na skrivaj še vedno častili staro. Nekateri prikriti Judje so bili celo posvečeni v duhovnike in škofe. Obrekovalci so spreobrnjene Jude imenovali tudi marranos, kar lahko pomeni tudi prašiči. Inkvizicija se je najprej osredotočila na konverse v Sevilji, kmalu pa so bila ustanovljena tudi sodišča v Cordobi, Jaenu in Ciudad Realu, ki so jim sledila še nova v Aragoniji, Kataloniji in Valenciji. Med letoma 1486 in 1492 so samo v Toledu imeli 25 auto-da-fejev (javnih kaznovanj in poniževanj obsojencev), med letoma 1481 in 1862 pa prek 464, ki so bili naperjeni proti Judom. Skupaj so od leta 1840 do 1492 sodili prek 13.000 konversom, njihovo preganjanje pa je doseglo vrh leta 1492, ko so bili iz Španije izgnani vsi Judje.
Muslimanska Španija je bila za Jude varno zavetje, zato je hitro postala središče njihovega in intelektualnega življenja. Kakorkoli, nekaj mesecev po padcu Granade (natančneje 31. marca 1492) sta Ferdinand in Izabela izdala edikt, s katerim sta naročila vsem španskim Judom, da morajo kraljestvo zapustiti do zadnjega dne julija, vendar jim je bilo dovoljeno, da ohranijo svojo lastnino, razen zlata, srebra in denarja. Razlog za to dejanje naj bi bil v vračanju mnogih konversev k prvotni judovski veri, ki naj bi mu botrovala bližina nespreobrnjenih Judov in njihovo napeljevanje k opustitvi krščanstva. Nastanku edikta ne pripisujejo drugih motivov in glavni je bil zagotovo vera. Don Izak Abravanel, ki je predtem odkupil 480 judovskih Moriskov iz Malage od katoliških monarhov z 20.000 dubloni, naj bi jima tokrat za preklic edikta ponudil 600.000 kron. Ferdinand naj bi se obotavljal, a ga je od sprejetja ponudbe odvrnil veliki inkvizitor Torquemada, ki je pred kralja vrgel križ in ga vprašal, če bo kot Juda Iškarijot izdal svojega boga za denar. Kakršnakoli je že resnica o tej zgodbi, dvor se v odločitvi ni omajal in španski Judje so se pripravljali na pregnanstvo. Izgnanih jih je bilo prek 200.000 in marsikateri od njih so se odselili v Turčijo ali Severno Afriko, desettisoči pa so med izgonom tudi umrli. Izgon iz Španije je vodil k nastanku skupnosti Sefardskih Judov. Ponovna naselitev Judov v Španiji je bila omogočena šele leta 1858 s preklicem Edikta o izgonu.

## Delovanje inkvizicije
Sikst IV. je umrl leta 1484, nasledil pa ga je papež Inocenc VIII., ki je dvakrat izdal buli, v katerih je prosil inkvizitorje za milost in prizanesljivost do konversov. Vsem katoliškim monarhom je zapovedal, da morajo bežeče Jude izročiti Španiji, kjer so jim lahko sodili.
Z inkvizicijo je, saj je bila versko sodišče, upravljala cerkvena oblast, vendar je v primeru, da so obsojenca spoznali za krivoverca, sledila predaja posvetni oblasti, ker naj cerkev »ne bi prelivala krvi«. Za pridobitev priznanja so pogosto uporabljali mučenje. Kazni so segale od javnega ponižanja (oblačenja v sambenito) do sežiga na grmadi, pri čemer so obsojence, ki so krivdo priznali, poprej zadavili, druge pa so sežgali žive. Obsojene v neprisotnosti so tako kaznovali simbolično. Kazni so izvajali javno na ceremonijah, imenovanih auto-de-fe, ki so lahko trajale tudi cel dan. Člani sodišča so bili kleriki, ki so jim pomagali tudi neposvečeni (familiari). Uvrstitev med slednje je bila zelo prestižna.
Številni so obtoževali iz maščevanja ali zato, da bi od vladarja dobili nagrado. Zelo verjetno je za nekaterimi obtožbami stala tudi krona sama, da bi se polastila zemlje in druge lastnine bogatih konversev.
Inkvizicijo so uporabljali tudi proti žariščem zgodnjega protestantizma, erazmizma in iluminizma, v 18. stoletju pa proti enciklopedizmu in francoskem razsvetljenstvu. Čarovništvo je v Španiji bolj skrbelo ljudstvo kot inkvizicijo. Obtožene čarovnice so običajno izpustili kot duševno bolne - kar pa ni veljalo za ostale evropske države.
Španska inkvizicija je ustanovila tudi mehiško in inkvizicije v drugih delih Španskega imperija v Južni Ameriki. Ta je preganjala obsojence, ki so španski inkviziciji pobegnili v Ameriko.

## Žrtve
Število žrtev španske inkvizicije je težko točno določiti, poleg tega pa o nedavnih ugotovitvah, ki jih je podprla rimskokatoliška cerkev in trdijo, da je bilo predhodno sprejeto število precej pretirano, potekajo razprave. Drugi zgodovinarji menijo, da je lahko umrlo na stotine ali tisoče, morda pa celo več ljudi. Nekateri zgodovinarji in španski učenjaki pa zagovarjajo teorijo, da je število žrtev pretirano zaradi dokazovanja t.i. Črne legende, ki pretirava s poudarjanjem uničenja, ki ga je povzročila Španija v primerjavi z drugimi državami.

## Španska inkvizicija v umetnosti
Prizori, v katerih je prikazana španska inkvizicija, so med drugim v naslednjih znanih delih:
- Edgar Allan Poe: Votlina in nihalo
- Voltaire: Kandid ali Optimizem
- Slike Francisca Goye
- Španska inkvizicija, skeč iz Letečega cirkusa Montya Pythona (Nihče ne pričakuje španske inkvizicije!).